# ロベル・ガルシア
ロベル・エスティワル・ガルシア・ロドリゲス(Robel Estiwal García Rodriguez、1993年3月28日 - )は、ドミニカ共和国サン・フアン州ラス・マタス・デ・ファルタン出身のプロ野球選手(二塁手、外野手)。右投両打。イタリア・セリエAのウニポルサイ・ボローニャ所属。

## 経歴

### プロ入りとインディアンス傘下時代
2010年にアマチュア・フリーエージェントでクリーブランド・インディアンスと契約してプロ入り。
2013年までインディアンス傘下のマイナーチームでプレーしたが、21歳の誕生日であった2014年3月28日にインディアンスから自由契約となった。

### イタリア球界時代
インディアンスを退団後、妻子とともにイタリアのヴェローナに渡った。
2017年にイタリアンベースボールリーグのウニポルサイ・ボローニャと契約した。また、イタリアの市民権を取得し、2018年に行われたスーパー6・ベースボール・トーナメントのイタリア代表に選出された。

### カブス時代
2018年11月にシカゴ・カブスとマイナー契約を結んだ。
2019年はカブス傘下のAA級テネシー・スモーキーズで開幕を迎え、その後AAA級アイオワ・カブスへ昇格した。7月3日にメジャー契約を結んでアクティブ・ロースター入りし、同日のピッツバーグ・パイレーツ戦にブランドン・キンツラーの代打で出場してメジャーデビューを果たした。翌日の同カードではジョーダン・ライルズからメジャー初安打、初本塁打を記録した。この年はメジャーで31試合に出場して打率.208、5本塁打、11打点の成績を記録した。

### カブス退団後
2020年7月26日にウェイバー公示を経てシンシナティ・レッズへ移籍した。しかし、この年は新型コロナウイルスの影響でマイナーリーグの試合が開催されず、メジャーに昇格することもなかったため、シーズン中は公式戦への出場がなかった。オフにドミニカ共和国で行われたウィンターリーグにアギラス・シバエーニャスの一員として参加し、チームはカリビアンシリーズで優勝した。
2020年10月26日にウェイバー公示を経てニューヨーク・メッツへ移籍したが、2021年2月1日にジョーダン・ヤマモトの加入に伴いDFAとなった。同月3日にウェイバー公示を経てロサンゼルス・エンゼルスへ移籍したが、25日にジャック・メイフィールドの加入に伴いDFAとなった。

### アストロズ時代
2021年2月27日にウェイバー公示を経てヒューストン・アストロズへ移籍した。この年はメジャーで47試合に出場して打率.151、1本塁打、8打点の成績を記録した。9月15日にDFAとなり、18日にマイナー契約となって傘下のAAA級シュガーランド・スキーターズへ送られた。

### カブス傘下時代
2022年3月21日にかつて在籍したカブスとマイナー契約を結んだ。

### LG時代
2022年6月4日にKBOのLGツインズと契約した。しかし39試合に出場して打率.206、4本塁打という成績に終わり、10月6日にウェーバー公示された。

### メキシカンリーグ時代
2023年は3月に開催された第5回ワールド・ベースボール・クラシック（WBC）にイタリア代表として出場した。5月12日にリーガ・メヒカーナ・デ・ベイスボルのユカタン・ライオンズと契約した。13試合に出場して打率.192、本塁打0、5打点という成績に終わり、5月30日に自由契約となった。

### ベネズエラ時代
2023年6月5日にベネズエラのサマーリーグであるリーガ・マヨール・デ・ベイスボル・プロフェシオナル (LMBP)のセナドレス・デ・カラカスに入団した。

### イタリア球界時代
2023年7月25日にセリエAのウニポルサイ・ボローニャに5シーズンぶりに復帰した。

## 詳細情報

### 年度別打撃成績
| 年 度    | 球 団    | 試 合 | 打 席 | 打 数 | 得 点 | 安 打 | 二 塁 打 | 三 塁 打 | 本 塁 打 | 塁 打 | 打 点 | 盗 塁 | 盗 塁 死 | 犠 打 | 犠 飛 | 四 球 | 敬 遠 | 死 球 | 三 振 | 併 殺 打 | 打 率 | 出 塁 率 | 長 打 率 | O P S |
| -------- | -------- | ----- | ----- | ----- | ----- | ----- | -------- | -------- | -------- | ----- | ----- | ----- | -------- | ----- | ----- | ----- | ----- | ----- | ----- | -------- | ----- | -------- | -------- | ----- |
| 2019     | CHC      | 31    | 80    | 72    | 8     | 15    | 2        | 2        | 5        | 36    | 11    | 0     | 0        | 0     | 1     | 7     | 0     | 0     | 35    | 2        | .208  | .275     | .500     | .775  |
| 2021     | HOU      | 46    | 117   | 106   | 8     | 16    | 3        | 0        | 1        | 22    | 8     | 0     | 0        | 1     | 1     | 8     | 0     | 1     | 42    | 2        | .151  | .216     | .208     | .423  |
| MLB：2年 | MLB：2年 | 77    | 197   | 178   | 16    | 31    | 5        | 2        | 6        | 58    | 19    | 0     | 0        | 1     | 2     | 15    | 0     | 1     | 77    | 4        | .174  | .240     | .326     | .566  |

- 2021年度シーズン終了時

### WBCでの打撃成績
| 年 度 | 代 表    | 試 合 | 打 席 | 打 数 | 得 点 | 安 打 | 二 塁 打 | 三 塁 打 | 本 塁 打 | 塁 打 | 打 点 | 盗 塁 | 盗 塁 死 | 犠 打 | 犠 飛 | 四 球 | 敬 遠 | 死 球 | 三 振 | 併 殺 打 | 打 率 | 出 塁 率 | 長 打 率 |
| ----- | -------- | ----- | ----- | ----- | ----- | ----- | -------- | -------- | -------- | ----- | ----- | ----- | -------- | ----- | ----- | ----- | ----- | ----- | ----- | -------- | ----- | -------- | -------- |
| 2023  | イタリア | 2     | 3     | 3     | 0     | 0     | 0        | 0        | 0        | 0     | 0     | 0     | 0        | 0     | 0     | 0     | 0     | 0     | 3     | 0        | .000  | .000     | .000     |

### 背番号
- 16（2019年）
- 9（2021年）
- 25（2022年）

### 代表歴
- 2018 スーパー6・ベースボール・トーナメントイタリア代表
- 2023 ワールド・ベースボール・クラシック・イタリア代表